# Грантвил (Џорџија)
Грантвил (Џорџија) (енгл. Grantville) град је у америчкој савезној држави Џорџија. По попису становништва из 2010. у њему је живело 3.041 становника.

## Демографија
Према попису становништва из 2010. у граду је живело 3.041 становника, што је 1.732 (132,3%) становника више него 2000. године.
| Група             | 2000.       | 2010.         |
| Белци             | 903 (69,0%) | 2.128 (70,0%) |
| Афроамериканци    | 373 (28,5%) | 677 (22,3%)   |
| Азијати           | 7 (0,5%)    | 33 (1,1%)     |
| Хиспаноамериканци | 19 (1,5%)   | 138 (4,5%)    |
| Укупно            | 1.309       | 3.041         |